# Scjapan Pucila
Scjapan Pucila (bělorusky Сцяпан Пуціла, * 27. července 1998, Minsk) je běloruský novinář, blogger a disident, spoluzakladatel zpravodajského kanálu Nexta. Je kolegou běloruského novináře Ramana Prataseviče a stejně jako on se v roce 2020 dostal na běloruský seznam lidí „zapojených do teroristických aktivit“.

## Život
Redakční tým Nexty sídlí kvůli represím ze strany běloruského režimu v Polsku, spolupracuje také s běloruskými disidenty v Litvě. Po zadržení Prataseviče má Pucila strach o jeho i svůj život. „Výhrůžky smrtí jsem dostával už v minulosti, až teď je ale beru vážně,“ uvedl. Pratasevič je však podle něj v ještě větším nebezpečí, než ostatní odpůrci režimu, protože ho Alexandr Lukašenko považuje za jednoho ze svých úhlavních nepřátel. Dne 26. ledna 2022 zamítl Varšavský soud žádost běloruských úřadů o jeho vydání do Běloruska.